# Gerhard Rogler
Gerhard Rogler (* 22. Juli 1963) ist ein deutscher Mediziner. Er ist Professor für Gastroenterologie und Hepatologie an der Universität Zürich und Klinikdirektor am Universitätsspital Zürich. Seine Forschungsschwerpunkte umfassen vor allem chronisch entzündliche Darmerkrankungen, die Rolle genetischer Risikofaktoren und des Darmmikrobioms bei Magen-Darm-Erkrankungen sowie Mechanismen der Tumor- und Fibroseentwicklung.

## Werdegang
Rogler studierte von 1984 bis 1991 Humanmedizin an der Universität Ulm und wurde dort 1992 mit einer Arbeit zur HDL3-Retroendocytose (Stoffwechselweg im Enterozyt) zum Dr. med. promoviert (summa cum laude). Parallel absolvierte er ein Studium der Philosophie mit Schwerpunkt Erkenntnistheorie an den Universitäten Ulm und Augsburg und schloss 1996 mit einer Promotion zum Dr. phil. (magna cum laude) ab.
Als Assistenzarzt arbeitete er unter anderem an der Klinik für Innere Medizin II, Gastroenterologie und Ernährung in Ulm und an der Klinik für Innere Medizin I der Universität Regensburg. Er war Postdoc am Institut für Klinische Chemie und Labormedizin in Regensburg (1992–1994) sowie Gastwissenschaftler am Zentrum für Molekulare Medizin der University of California, San Diego (2000–2001). In Regensburg habilitierte er sich zunächst für Experimentelle Innere Medizin und später für Innere Medizin.
Von 2007 bis 2014 hatte Rogler den Novartis-Lehrstuhl für Gastroenterologie und Hepatologie an der Universität Zürich inne und war von 2014 bis 2017 ordentlicher Professor für Gastroenterologie und Hepatologie. Seit 2017 ist er Klinikdirektor und Lehrstuhlinhaber der Klinik für Gastroenterologie und Hepatologie am Universitätsspital Zürich und der Universität Zürich.

## Forschungsschwerpunkte
Rogler untersucht vor allem die molekularen Mechanismen bei chronisch entzündlichen Darmerkrankungen wie Morbus Crohn und Colitis ulcerosa. Ein zentrales Interesse liegt auf genetischen Risikofaktoren, insbesondere sogenannten pH-Rezeptoren (z. B. TDAG-8, GPR-4 und OGR-1) sowie Protein-Tyrosin-Phosphatasen (PTPN2, PTPN22). Sein Team konnte zeigen, dass PTPN22 ein Regulator des Inflammasoms ist und damit bei Entzündungsreaktionen eine wichtige Rolle spielt.
Ein weiterer Forschungsschwerpunkt ist die Rolle des Darmmikrobioms bei der Entstehung und Therapie von Magen-Darm-Erkrankungen. Rogler ist Mitbegründer des Start-ups PHARMABIOME, das sich auf die Entwicklung neuer therapeutischer Ansätze mit Hilfe von Mikrobiota konzentriert. Er leitet zudem die vom Schweizerischen Nationalfonds (SNF) geförderte Swiss IBD Cohort Study, bei der neben klinischen auch molekulare und Umweltfaktoren untersucht werden.
Darüber hinaus befasst sich Rogler mit den Mechanismen, die zu Fibrose, Fistelbildung und Tumorentstehung bei Darmerkrankungen beitragen. Mit seinem Team entwickelte er ein in-vivo-Modell für Darmfibrose, das zur Erforschung neuer Behandlungsoptionen dient.

## Mitgliedschaften und Funktionen
- Nationale Akademie der Wissenschaften Leopoldina
- Governing Board der European Crohn’s and Colitis Organisation (ECCO)
- Wissenschaftlicher Ausschuss der World Gastroenterology Organization
- International Organisation of IBD Research (IOIBD)
- International Organization for the Study of Inflammatory Bowel Diseases (IOIBD)
- Projektkoordination in mehreren vom Schweizerischen Nationalfonds geförderten Forschungsverbünden
- Ehemaliger Präsident der Hartmann Müller-Stiftung für Forschung (Universität Zürich)

## Auszeichnungen (Auswahl)
- 1993: Wolf-Boas-Preis, Deutsche Gesellschaft für Verdauungs- und Stoffwechselkrankheiten
- 2000–2003: Heisenberg-Fellowship, Deutsche Forschungsgemeinschaft (DFG)
- 2004: Van Bekkum Award, European Society of Stem Cell Transplantation
- 2013: Honorary Award, Schweizer Gesellschaft für Gastroenterologie und Hepatologie
- 2015: LeVaillant Award